# Emna Belhadj Yahia
Emna Belhadj Yahia, auch Emna Belhaj Yahia (geboren am 30. September 1945 in Tunis), ist eine tunesische Lehrerin, Philosophin und französisch schreibende Schriftstellerin.

## Leben und Wirken
Zu ihren Verwandten mütterlicherseits zählten Theologen, von Seiten des Vaters gehörte die Familie zum Handelsbürgertum. Sie studierte Philosophie in Frankreich und schloss ihr Studium an der Faculté des lettres de Paris mit dem Diplom d'études supérieures de philosophie ab. Sie schrieb sich für eine Doktorarbeit an der École pratique des hautes études bei Jacques Berque ein, schloss diese jedoch nicht ab. Die Ereignisse des Mai 1968 kamen dazwischen.
Danach unterrichtete sie einige Jahre Philosophie in Tunesien, bevor sie wissenschaftliche Leiterin der tunesischen Akademie für Wissenschaft, Literatur und Kunst wurde. Sie engagierte sich auch in einer feministischen Gruppe und später in der tunesischen Liga für Menschenrechte, bevor sie sich dem Schreiben und ihren Romanen widmete. Die Revolution von 2011, aber auch der Aufstieg konservativer religiöser Parteien in den Jahren danach und die Infragestellung bestimmter von Frauen erworbener Freiheiten durch diese Parteien veranlassten sie zu Überlegungen, die sie insbesondere in dem Buch Tunisie, questions à mon pays (2014) formulierte.
Im Februar 2016 leitete sie an der tunesischen Akademie für Wissenschaft, Literatur und Kunst ein Kolloquium zum Thema
Le roman français et d'expression française contemporain : Nouvelles formes, nouveaux rapports à l'histoire.

## Schriften
- Chronique frontalière, Blandin, Paris 1991.
- L'Étage invisible, Joëlle Losfeld, Paris 1996.
- Tasharej, Balland, Paris 2000.
- Une fenêtre qui s'ouvre., in: Leïla Sebbar, Emna Belhadj Yahia, Rajae Benchemsi, Maïssa Bey und Cécile Oumhani, À cinq mains, Elyzad, Tunis 2007, S. 25–43.
- Rouge à lèvres et brioche au chocolat, in: Sophie Bessis und Leïla Sebbar, Enfances tunisiennes, Tunis, Elyzad, Tunis 2010, S. 55–66.
- Jeux de rubans., Elyzad, Tunis 2011. Erhielt den Prix Comar d'or 2012.
- Tunisie, questions à mon pays., Éditions de l'Aube, Paris 2014.
- En pays assoiffé, des Femmes-Antoinette Fouque, Paris 2021. ISBN 978-2-7210-0901-2